# Videoprojektor

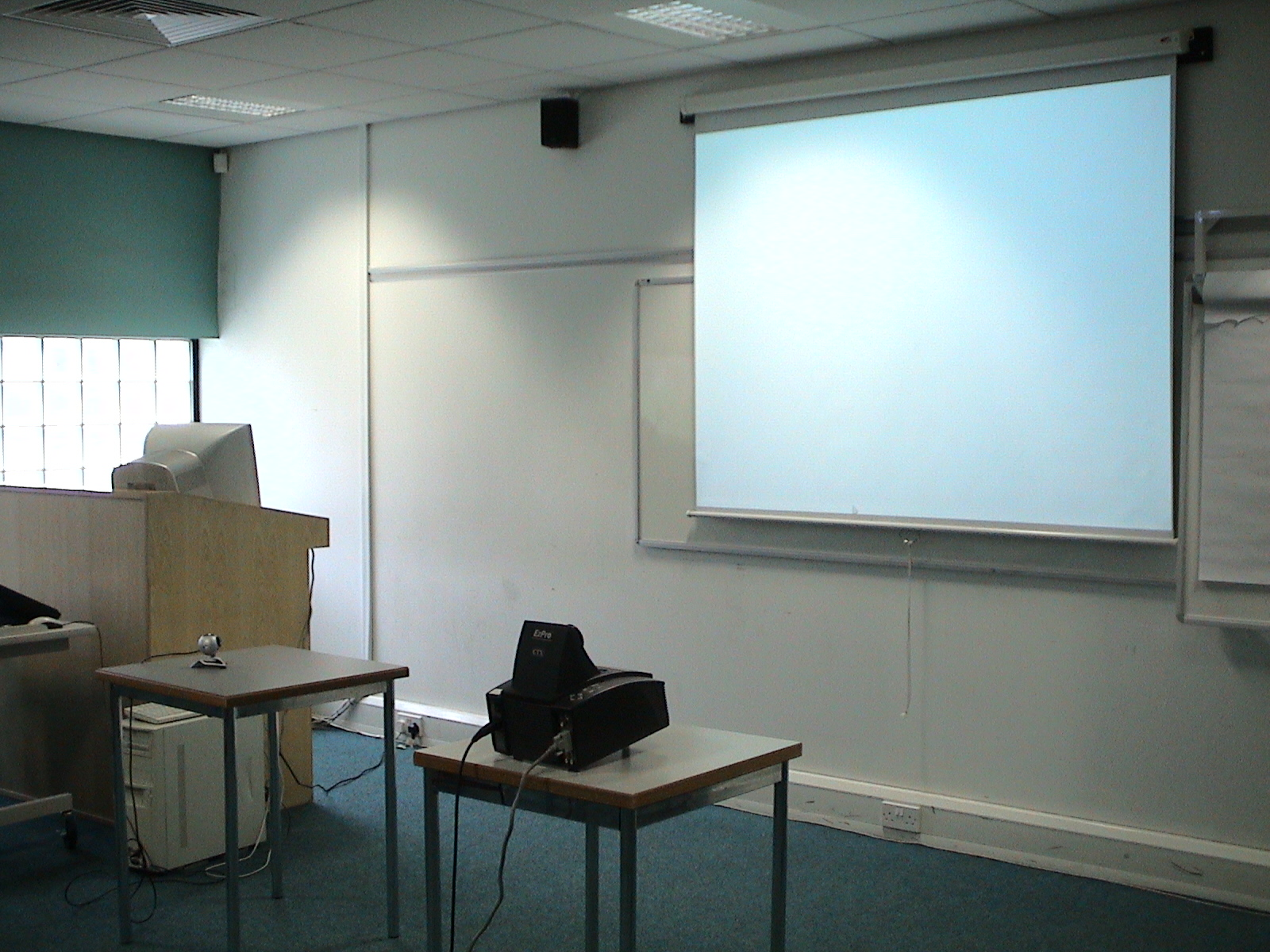
Projektor med duk.

Videoprojektor, en apparat för att projicera en bild på duk där det främsta användningsområdet är visning av bilder och film. Projektorer kan vara både analoga och digitala.

## Tekniker
Två vanliga tekniker för digital projicering är LCD och DLP. Till de mindre vanliga hör bland annat CRT (Cathode Ray Tube).

### LCD
LCD (Liquid Crystal Display). I en lcd-projektor består den aktiva delen av tre enfärgade lcd-skärmar som har de tre grundfärgerna röd, grön respektive blå.
Pixlarnas genomskinlighet varieras genom den databild som skickas till projektorn. Projektorlampans ljus koncentreras genom lcd-skärmarna och riktas sedan genom en lins mot filmduken. Fördelarna med en LCD-projektor sägs vara klara färger och hög upplösning. Dock har den kortare livslängd och sämre svärta än DLP.

### DLP
DLP (Digital Light Processing). Här belyses en yta med tusentals små speglar som vinklas beroende av databilden och reflekterar således varierande mängd ljus.
Var spegel motsvarar en pixel och tiden då den reflekterar ljus mot duken bestämmer ljusstyrkan. För att färgsätta ljuset används ett roterande hjul med tre färgfält, i grundfärgerna röd, grön och blå. Till fördelarna räknas hög ljusstyrka, lång livslängd och undvikande av konvergensfel då samma pixel bestämmer alla färger. 
Till nackdelar hör att viss regnbågseffekt kan uppstå. Dlp kan även uppfattas som ansträngande att se på då färgerna moduleras sekventiellt.
Den 2 februari 2000 genomförs den första digitala filmvisningen i Europa av Philippe Binant, med DLP CINEMA-teknik av Texas Instruments.